# آندیل (کوزان)
آندیل (به ترکی استانبولی: Andıl) یک منطقهٔ مسکونی در ترکیه است که در قوزان (ترکیه) واقع شده‌است.